# ぼくたちの失敗
「ぼくたちの失敗」（ぼくたちのしっぱい）は、日本のシンガーソングライター・森田童子のシングル。レコード盤は1976年11月21日にポリドールK.K.（現：ユニバーサルミュージックLLC）より発売。1993年にドラマ『高校教師』主題歌に起用され、CDが約90万枚を売り上げる大ヒットを記録した。

## 解説
森田童子は、1970年代を中心に活動していた女性シンガーソングライターである。その時代のライブハウスや小劇場などのアングラ文化のフィールドで活動していたアーティストであったため、一部には熱烈なファンを持っていたが、一般的・商業的には大ヒットを飛ばすこともなく、1983年に引退した。
もともとこの曲は、1976年にLPレコードとして発表された2ndアルバム『マザー・スカイ』に収録されていたものであり、同年にシングルカットされてEPレコードでも発売されている。
元はピアノによる弾き語り曲であったが、レコード版では石川鷹彦のギターやストリングスなどによって、よりエモーショナルでもの悲しい雰囲気が強調されている。
この曲が、1993年の野島伸司脚本によるテレビドラマ『高校教師』の主題歌に使用されたことで、一躍脚光を浴びることとなった。引退して10年後に、そのテーマによって物議を醸したドラマの主題歌となったことで、すでに引退していた森田本人も予想しない形でリバイバルヒットとなった。
このヒットをきっかけにベスト盤の発売が企画され、またオリジナルアルバムもすべてCD化された。1988年に初期の作品4枚は既にCD化されていたが、1993年にはすでに廃盤となっていたため、改めて全作品が再発売された。
1993年のヒットを受けて復帰の要望もあったと言われるが、森田本人にはすでにその意思はなく、取材にもほとんど応じなかったため、結局何の音沙汰もないままヒットしたことが独り歩きした状態となる。
2003年には「高校教師」がリメイクされ、同ドラマの主題歌に同じ曲が使われた。ただしその際は東芝EMI（現：ユニバーサルミュージックLLC）にレコード会社を移し、CCCDで発売された。
2023年11月30日に「ぼくたちの失敗」を含む6曲のサブスクリプションサービスでの配信が解禁された。

## 収録曲
全作詞・作曲:森田童子

### EPレコード盤
1. ぼくたちの失敗（編曲：石川鷹彦）
  - 2ndアルバム『マザー・スカイ=きみは悲しみの青い空をひとりで飛べるか=』よりシングルカット
2. ぼくと観光バスに乗ってみませんか（編曲：石川鷹彦）
  - 同じく2ndアルバム『マザー・スカイ=きみは悲しみの青い空をひとりで飛べるか=』よりシングルカット

ジャケットイラストは上原徹。

### 1993年盤
1. ぼくたちの失敗（編曲：石川鷹彦）
  - アルバム『マザー・スカイ』収録曲。TBS系ドラマ「高校教師」主題歌。
2. 男のくせに泣いてくれた（編曲：石川鷹彦）
  - こちらもアルバム『マザー・スカイ』収録曲。同ドラマ挿入歌。

ジャケットイラストは風間完。

### 2003年盤
1. ぼくたちの失敗（編曲：石川鷹彦）
  - TBS系ドラマ「高校教師」主題歌。
2. 蒸留反応（編曲：千代正行）
  - こちらはアルバム『夜想曲』収録曲。

ジャケットイラストは宇野亜喜良。

## プロモーションビデオ
この曲「ぼくたちの失敗」にはライブ映像やオフショットなどで編集されたビデオクリップ（モノクロ映像）が存在している。
これは1980年に東京12チャンネル（現:テレビ東京）で放送された森田童子の特集番組の映像を素材として、2003年に東芝EMIが作成したものである。この番組内では「ぼくたちの失敗」は演奏されていないため、ライブシーンに使われた映像は、実は「ラスト・ワルツ」を演奏している映像である。
2003年当時は東芝EMIのホームページで公開されていたが、現在は公開されておらず、DVDなどの発売も無い。
このビデオクリップの素材の一部が、2003年にフジテレビ系「爆笑おすピー問題」で紹介されたことがある。ビデオクリップはモノクロ処理されてしまったが、「爆笑おすピー問題」ではカラーのまま放送された。この映像が流れた際、「映像提供：スポニチクリエイツ」と表示されたため、現在この映像はスポニチクリエイツが所有しているものと思われる。

## カバー
- CAFE NOIR - カバーアルバム「ドラマのような恋をしたいVol.7~10WAYS TO LOVE Vol.7~」に収録（1993年12月1日に発売）。
- 高原いずみ - アルバム「オルゴール・セレクション 90s Hits Vol.2」[注 2]に収録（1996年に発売）。
- ウィニー・シン（辛曉琪） -  カバーアルバム「戀人啊！（中国語版）」収録（2002年4月30日に発売[注 3]）。
- 平野孝幸 - アルバム「ピアノ・インテリア ディアレスト・コレクション」に収録（2003年2月26日に発売[注 2]）。
- 宍戸留美 - イメージアルバム「イエスタデイをうたって オリジナルサウンドストーリー」に収録（2003年8月27日に発売）。
- mondialito - アルバム「avant la pluie」でフランス語楽曲「notre echec」として収録（2004年に発売）。
- chee - カバーアルバム『S Reggae Covers! -Dramatic songs-』に収録（2007年11月28日に発売[5][6]）
- YMCK - カバーアルバム「YMCK SONGBOOK ～songs before 8bit～」に収録（2008年9月24日に発売）。
- 松宮幹彦 - アルバム「決定盤!! ドラマのやすらぎ '91～'95 ベスト」に収録（2009年10月7日に発売[注 4]）。
- 美吉田月 - カバーアルバム「PUNK! FLAVOR」に収録（2011年2月16日に発売[7]）。
- 光岡昌美 - アルバム「Black Diary」に収録（2009年1月28日に発売[8]）。
- 川嶋あい - コンセプト・アルバム「My Favorite Songs ～旅立ち～ 」に収録（2012年2月22日に発売[9][10]）
- Noa - カバーアルバム「愛がなければ」に収録（2015年10月14日に発売）。
- ROTTENGRAFFTY - シングル「ハレルヤ」に収録（2019年12月18日に発売）。
- 池田エライザ - 2020年9月21日に放送されたTBS系列の歌番組「CDTVライブ!ライブ!」で披露した[11]。